# Clase Millenium
La clase Millenium es una clase de cruceros. Los barcos fueron construidos entre 1999 y 2002 en Chantiers de l'Atlantique en Saint Nazaire, Francia.

## Unidades
| Buque                   | Entrada en servicio con Celebrity | Tonelaje | Banderas | Notas                                      | Imagen |
| ----------------------- | --------------------------------- | -------- | -------- | ------------------------------------------ | ------ |
| Celebrity Millennium    | 2000                              | 90.228   | Malta    | renombrado Celebrity Millennium en 2008    |        |
| Celebrity Infinity      | 2001                              | 91.000   | Malta    | renombrado Celebrity Infinity en 2007      |        |
| Celebrity Summit        | 2001                              | 90.280   | Malta    | renombrado Celebrity Summit en 2008        |        |
| Celebrity Constellation | 2002                              | 90.280   | Malta    | renombrado Celebrity Constellation en 2007 |        |